# Acrapex mystica
Acrapex mystica là một loài bướm đêm trong họ Noctuidae.